# Xã Orleans, Quận Harlan, Nebraska
Xã Orleans (tiếng Anh: Orleans Township) là một xã thuộc quận Harlan, tiểu bang Nebraska, Hoa Kỳ. Năm 2010, dân số của xã này là 483 người.